# Джованни ди Субиако
Джованни ди Субиако (итал. Giovanni, также известный как итал. Giovanni di Subiaco) — выходец из семьи графов Сабины, католический церковный деятель XI—XII века. Был 22 аббатом монастыря Св. Бенедикта в Субьяко. Стал кардиналом-дьяконом церкви Санта-Мария-ин-Домника на консистории 1088 года. Поддержал антипапу Климента III.